# Robin Ticciati
Robin Ticciati (Barnes, 1983) è un direttore d'orchestra britannico.

## Biografia
Di origini italiane (il nonno era nato a Roma e suonava pianoforte e violoncello come poi il padre) compie gli studi al Clare College dell'Università di Cambridge e suona il pianoforte, violino e percussioni alla National Youth Orchestra. Dal 1996 si perfeziona nella direzione orchestrale insieme a Colin Davis e a Simon Rattle e due anni più tardi compie il suo debutto sul palcoscenico. 
Il 26 giugno 2005, a soli 22 anni, viene chiamato a sostituire Riccardo Muti diventando così il direttore d'orchestra più giovane a condurre l'Orchestra Filarmonica del Teatro alla Scala di Milano in un concerto dove vengono eseguiti brani di Johannes Brahms (il Doppio Concerto) e Edward Elgar (le Variazioni Enigma op. 36) Dal 2006 dirige l'Orchestra dell'Accademia nazionale di Santa Cecilia e nell'agosto di quello stesso anno è il direttore d'orchestra più giovane a salire sul podio del Festival di Salisburgo dirigendo l'opera di Wolfgang Amadeus Mozart Il sogno di Scipione nel quadro delle celebrazioni del 250º anniversario della nascita del compositore salisburghese in una rappresentazione filmata e trasmessa dalla televisione austriaca, editata in seguito su DVD.
Nel 2017 Dirige Eugenio Onegin al Met di New York con la Netrebko, Peter Mattei e la Maximova.
Già direttore musicale e supervisore artistico dell'Orchestra del Festival di Glyndebourne, nel gennaio 2007 assume le stesse cariche per un'orchestra svedese.